# Eugahania gyitangensis
Eugahania gyitangensis är en stekelart som beskrevs av Yin-Xia Liao 1982. Eugahania gyitangensis ingår i släktet Eugahania och familjen sköldlussteklar. Inga underarter finns listade i Catalogue of Life.